# Санкт Освалд-Ридлхите
Санкт Освалд-Ридлхите (њем. Sankt Oswald-Riedlhütte) општина је у њемачкој савезној држави Баварска. Једно је од 25 општинских средишта округа Фрејунг-Графенау. Према процјени из 2010. у општини је живјело 3.066 становника. Посједује регионалну шифру (AGS) 9272143.

## Географски и демографски подаци
Санкт Освалд-Ридлхите се налази у савезној држави Баварска у округу Фрејунг-Графенау. Општина се налази на надморској висини од 791 метра. Површина општине износи 40,3 km². У самом мјесту је, према процјени из 2010. године, живјело 3.066 становника. Просјечна густина становништва износи 76 становника/km².